# Nicola Pecorini
Nicola Pecorini (* 10. August 1957 in Mailand, Italien) ist ein italienischer Kameramann.

## Leben
Nicolas begann ab 1976, als Assistent für den italienischen Fotografen Oliviero Toscani zu arbeiten. Anfang der 1980er Jahre wechselte er zum Film, wo er als Kameraassistent arbeitete. Gemeinsam mit Garrett Brown, dem Erfinder der Steadicam, gründete er 1988 das Unternehmen Steadicam Operators Association, Inc. In die Vereinigten Staaten wanderte Pecorini 1993 ein und seit 1997 arbeitet er regelmäßig als Kameramann, unter anderem für den Regisseur Terry Gilliam, für den er Fear and Loathing in Las Vegas, Tideland und Das Kabinett des Dr. Parnassus drehte. 2013 setzten sie ihre Kooperation mit The Zero Theorem fort.
Pecorini ist mit der britischen Schauspielerin Caroline Goodall verheiratet, mit der er zwei Kinder hat.

## Filmografie (Auswahl)
- 1998: Fear and Loathing in Las Vegas
- 2000: Rules – Sekunden der Entscheidung (Rules of Engagement)
- 2003: Sin Eater – Die Seele des Bösen (The Order)
- 2005: Tideland
- 2008: Das ganze Leben liegt vor Dir (Tutta la vita davanti)
- 2009: Das Kabinett des Dr. Parnassus (The Imaginarium of Doctor Parnassus)
- 2011: RA.One – Superheld mit Herz (Ra.One)
- 2013: The Zero Theorem
- 2018: The Man Who Killed Don Quixote
- 2018: Unsere Lehrerin, die Weihnachtshexe (La befana vien di notte)
- 2024: Modi